# Auritz
Auritz (baskiska) eller Burguete (spanska), officiellt Auritz/Burguete, är en kommun i Spanien.   Den ligger i provinsen och regionen Navarra, i den nordöstra delen av landet, 300 km nordost om huvudstaden Madrid. Antalet invånare är 272.